# Платонов, Ефим Ефимович
Ефим Ефимович Платонов (март 1901 ― 1968) ― советский учёный, стоматолог, доктор медицинских наук, профессор, заведующей кафедрой терапевтической стоматологии ММСИ (1951-1968 гг.).

## Биография
Ефим Ефимович Платонов родился в марте 1901 года. 
В 1924 году завершил обучение на медицинском факультете Второго Московского государственного университета. С 1926 года стал трудиться на кафедре стоматологии в Государственном институте стоматологии и одонтологии. В 1935 году успешно защитил диссертацию на соискание степени кандидат медицинских наук. В 1938 году начинает трудовую деятельность заведующим кафедрой терапевтической стоматологии Смоленского медицинского института. В 1939 году успешно защитил докторскую диссертацию на тему: «Роль нервной системы в патогенезе альвеолярной пиорреи». В 1940 году присуждено учёное звание - профессор. С 1941 года работает в должности заведующего кафедрой терапевтической стоматологии Воронежского медицинского института. В 1942 году отправляется в Сибирь в город Красноярск, продолжает научную работу преподавателем в Красноярском медицинском институте. С 1945 по 1951 годы работает в должности заведующего кафедрой стоматологии и челюстно-лицевой хирургии 1-го ММИ. В 1951 году и до завершения своей непродолжительной жизни трудится в должности заведующего кафедрой терапевтической стоматологии Московского медицинского стоматологического института.
Платонов является автором 70 научных работ, в том числе двух монографий. В своих трудах он изучал проблемы хирургической и терапевтической стоматологии. Автор нервно-трофической концепции возникновения кариеса зубов и пародонтоза (пародонтопатий). Одним из первых, кто высказал гипотезу о роли микроэлементов в патогенезе кариеса зубов. Автор классификации болезней пародонта (1968).
Активный участник общественных обсуждений в медицинских научных кругах. Являлся заместителем председателя проблемной комиссии по стоматологии Министерства здравоохранения РСФСР, был членом правлений Всесоюзного, Всероссийского и Московского обществ стоматологов. Член редакционной коллегии журнала «Стоматология», редактор редакционного отдела «Стоматология» 2-го издания Большой медицинской энциклопедии.
Умер в 1968 году.

## Научная деятельность
Труды, монографии:
- Физиотерапия в стоматологии, Москва, 1928;
- Заболевания языка и их терапия, Москва, 1937;
- Роль нервной системы в патогенезе альвеолярной пиорреи, диссертация, Москва, 1939;
- Кариес зуба и лечебно-профилактические мероприятия, "Стоматология", № 5, с. 26, 1957;
- Патогенетические обоснования профилактики кариеса, "Стоматология", № 2, с. 3, 1965;
- Клиника и диагностика пародонтопатий, в книге: Теория и практика стоматолога, под ред. E. Е. Платонова, в. 14, с. 104, Москва, 1968;
- Терапевтическая стоматология, Москва, 1968 (совм, с Рыбаковым А. И.).

## Награды
Заслуги отмечены наградами:
- Орден Трудового Красного Знамени.
- Орден «Знак Почёта»
- значок «Отличник здравоохранения».